# Winnertzia bulbifera
Winnertzia bulbifera är en tvåvingeart som beskrevs av Boris Mamaev 1963. Winnertzia bulbifera ingår i släktet Winnertzia och familjen gallmyggor. Arten är reproducerande i Sverige. Inga underarter finns listade i Catalogue of Life.